# 1er vendémiaire
1er jour complémentaire 1er brumaire
Le primidi 1er vendémiaire, officiellement dénommé jour du raisin, est le 1er jour de l'année du calendrier républicain. Il reste 364 jours avant la fin de l'année, 365 en cas d'année sextile.
C'était généralement le 22e jour du mois de septembre dans le calendrier grégorien.
C'est une date possible pour l'équinoxe d'automne dans l'hémisphère nord et le début du printemps dans l'hémisphère sud.

## Événements
- An II : 22 septembre 1793
  - Les Espagnols battent les Français républicains à la Bataille de Trouillas[2].
- An IV : 23 septembre 1795
  - Décret portant la proclamation de l'acceptation par le peuple français de la Constitution.
  - le système métrique est introduit par la loi du 1er vendémiaire an IV. Ceci sera rendu obligatoire en France à l’occasion de son cinquième anniversaire par l'arrêté du 13 brumaire an IX quand l'emploi de tout autre système deviendra interdit[3].
- An XIV : 23 septembre 1805
  - Renouvellement de l’alliance russo-turque[4].